# Бджоли

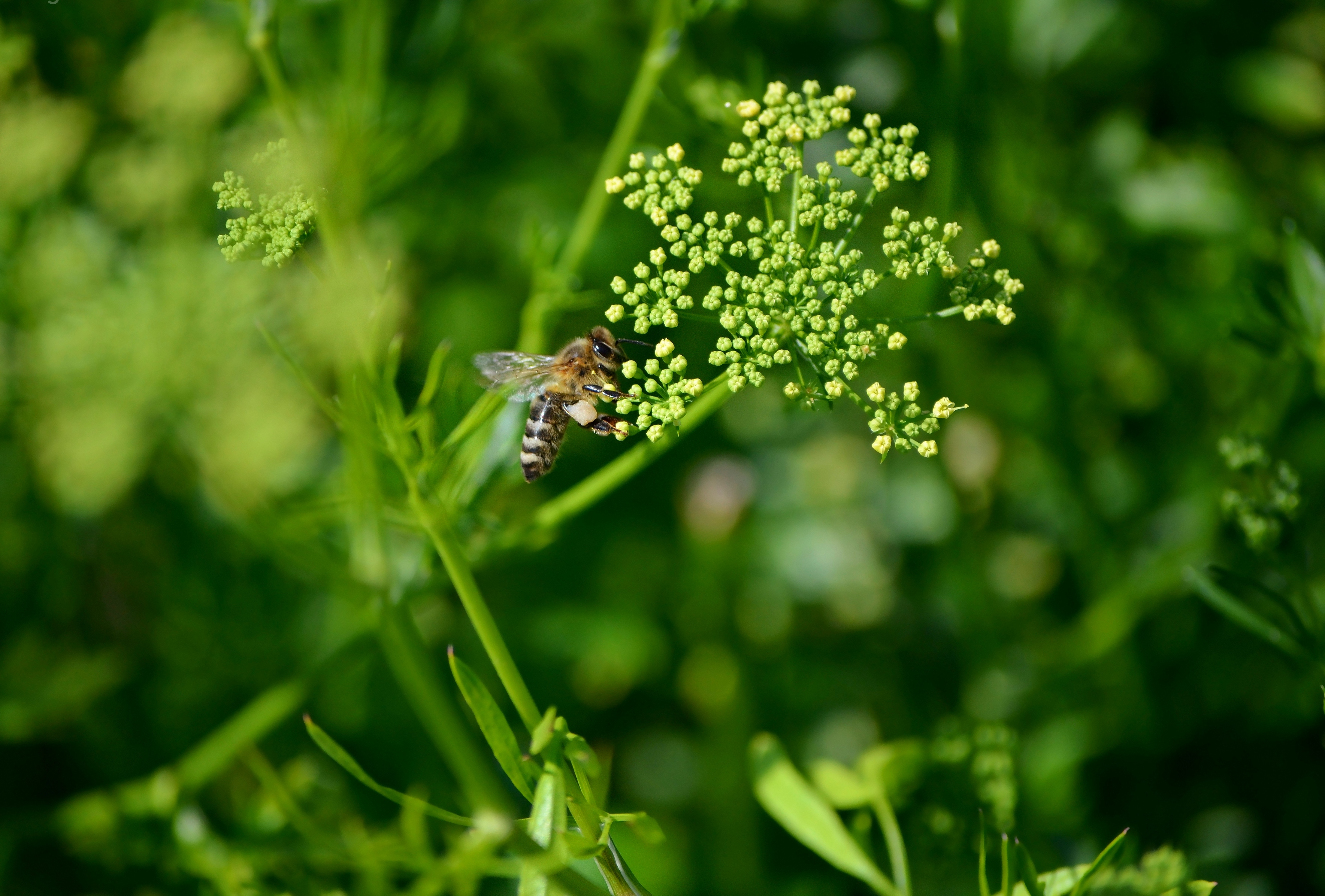

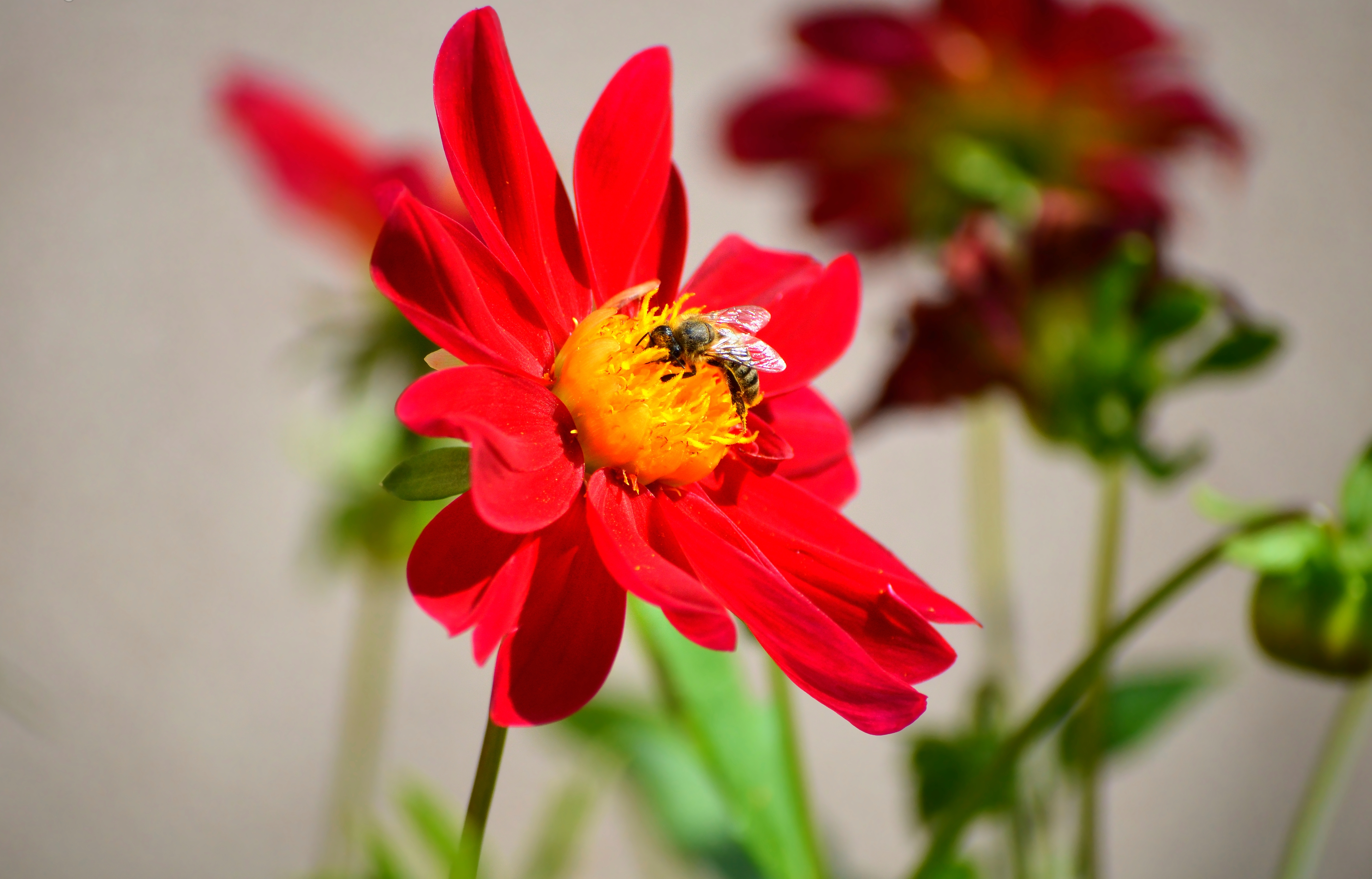

Бджо́ла (ст.-укр. бчола; Anthophila, або Apiformes) — секція в родині Apoidea літаючих комах ряду перетинчастокрилих (частина цієї надродини належить до суспільних комах), споріднена з осами і мурашками. Існує близько 20 тисяч видів бджіл. Їх можна виявити на всіх континентах, окрім Антарктиди. Бджоли пристосувалися харчуватися нектаром і пилком, використовуючи нектар головним чином як джерело енергії, а пилок для отримання білків та інших живильних речовин.

## Опис

Анатомія бджоли

Бджоли мають довгий хоботок, яким вони користуються для висмоктування нектару рослин. У них також є вусики (або сяжки), кожен з яких складається з 13 сегментів у самців і 12 сегментів у самок. Усі бджоли мають дві пари крил, задня пара за розміром менша від передньої; тільки у декількох видів у однієї касти крила дуже короткі, що робить політ бджоли важкою або неможливою справою. На задньому кінці тіла  самиці і робочі особини більшості видів бджіл мають жало.
Багато видів бджіл маловивчені. Розмір бджіл коливається від 2,1 мм у карликової бджоли (Trigona minima) до 39 мм у виду Megachile pluto, що мешкає в Індонезії.

### Бджолині «танці»
Засобом спілкування суспільних бджіл є, так звані, «танці». Повертаючись після розвідки у вулик, бджола виконує певні умовні рухи — «танцює». За цими рухами інші бджоли дізнаються про те, в якому напрямку і на якій приблизно відстані від вулика знаходиться медоносне місце. Ця мова «танців» відзначається високою досконалістю та умовністю.

### Продукти бджільництва
Бджоли виготовляють багато продуктів, серед них такі:
- мед
- прополіс
- віск
- маточне молочко
- бджолина отрута
- пилок
- перга
- забрус
- підмор

## Запилення

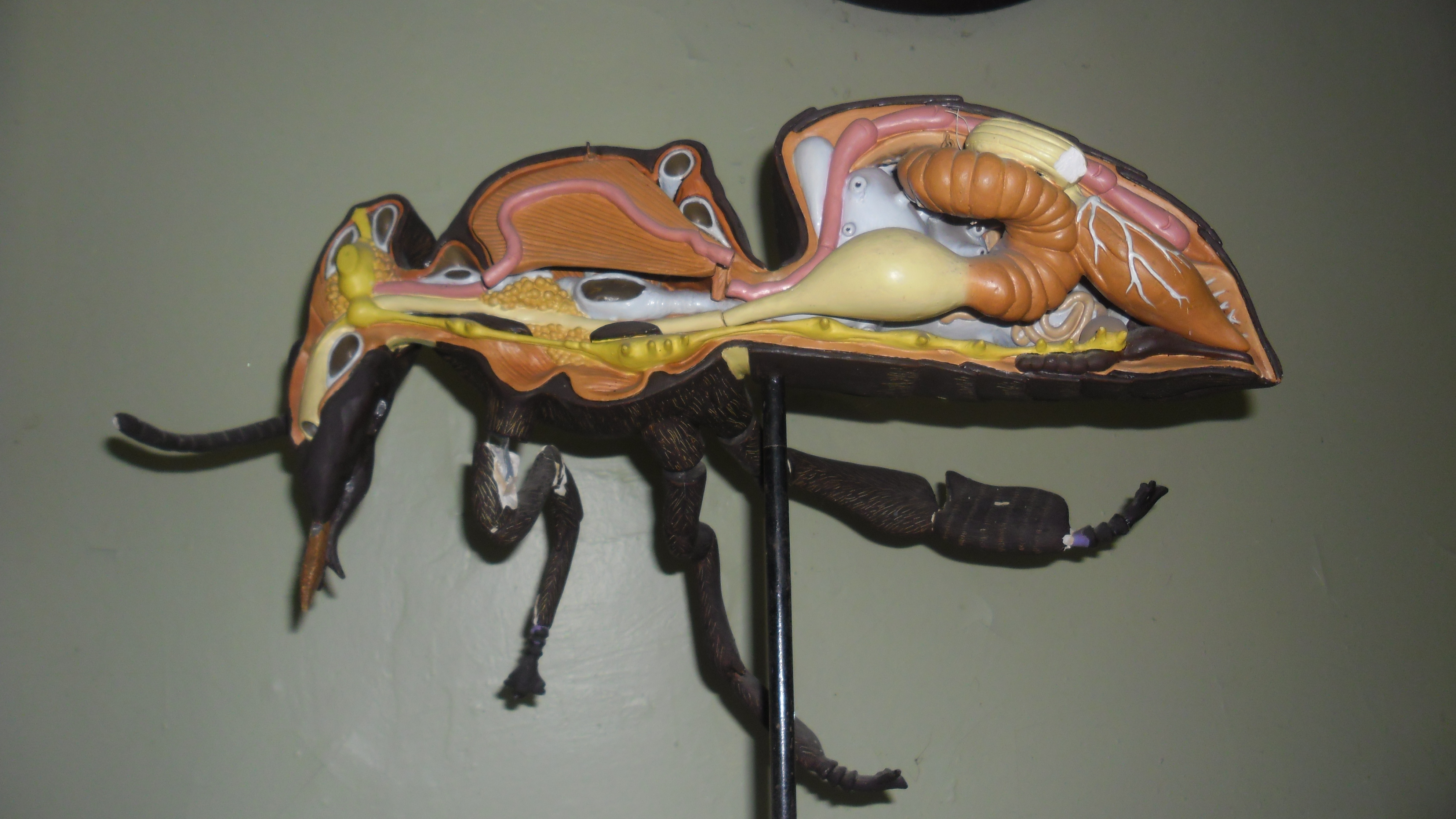
Бджола (муляж з будовою внутрішніх органів).

Бджоли відіграють важливу роль у запиленні квіткових рослин як найчисельніша група запилювачів у екосистемах, пов'язаних з квітами. Залежно від поточної потреби, бджоли можуть концентруватися як на зборі нектару, так і на зборі пилку. В обох випадках бджоли сприяють запиленню рослин, але при зборі пилку цей процес проходить набагато ефективніше.
Тіло більшості бджіл покрите численними електростатичними гіллястими ворсинками, що сприяють прилипанню та перенесенню пилку. Періодично вони зчищають з себе пилок, збираючи його щіточками (щетиноподібними волосками, у більшості видів розташованими на лапках, а у деяких на черевці) і потім переносять її в спеціальні кошики для пилку (corbicula), розташовані між задніми лапками. Багато видів бджіл схильні збирати пилок тільки з певних видів, інші в цьому питанні не такі категоричні та користуються великою різноманітністю квітучих рослин. Невелика кількість рослин замість пилку виробляє живильну квіткову олію, на зборі якої спеціалізуються тільки певні види бджіл. Невелика підгрупа нежалячих бджіл (Meliponini) пристосувалася на поїданні падалі (екскременти попелиці) — це єдині бджоли, що не харчуються продуктами рослин. Пилок і нектар змішуються разом, утворюючи в'язку живильну масу, яка складається в невеликі осередки — стільник. Поверх маси відкладаються яйця майбутніх бджіл, після чого осередок герметично закривається так, що згодом дорослі бджоли та їхні личинки не контактують разом.

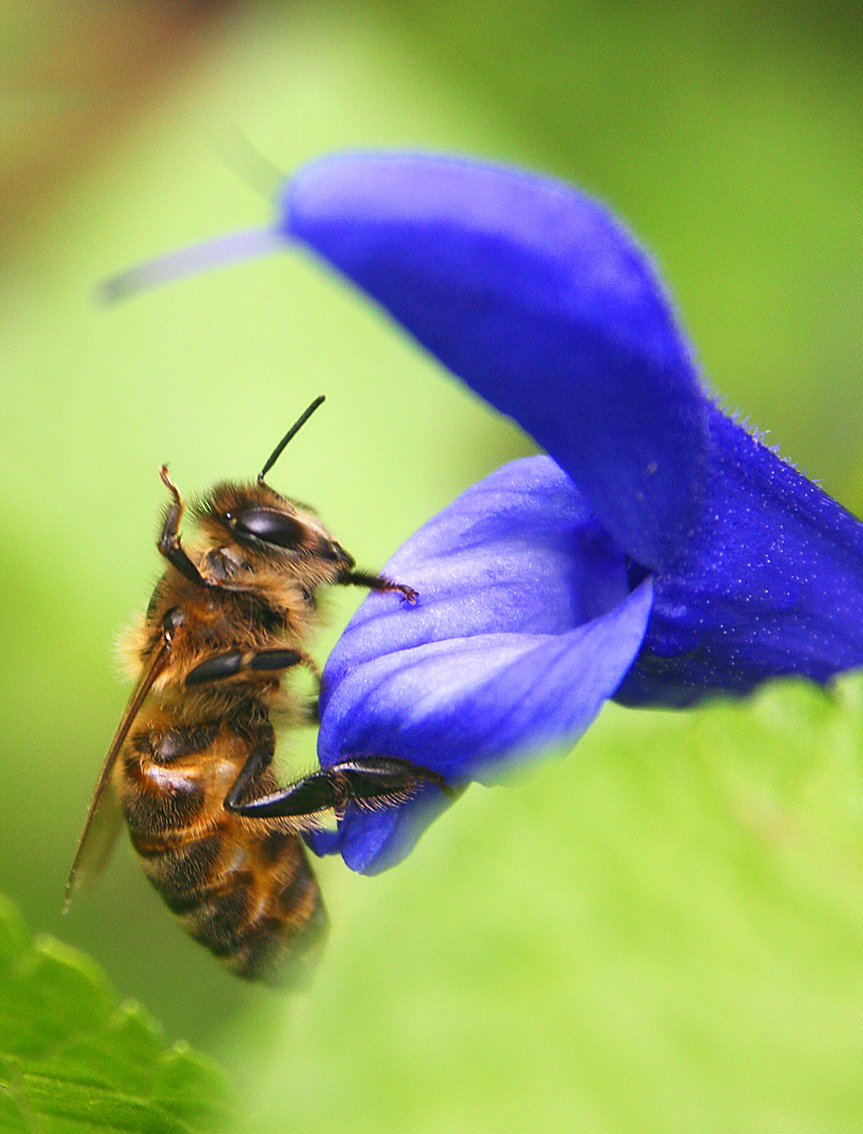
Бджола під час запилення квітки

Бджоли як запилювачі украй важливі в сільському господарстві, і це призводить до того, що фермери в багатьох країнах домовляються з бджолярами про взаємовигідне розведення бджіл поблизу сільськогосподарських угідь. Монокультура (тобто тривале і безперервне вирощування рослин одного виду на одній і тій самій ділянці) і скорочення чисельності обпилюваних рослин призводить до сезонної міграції бджолярів на території, де в потрібний час потрібно запилити певні рослини. Бджоли також відіграють дуже важливу, хоч і не до кінця вивчену, роль у прогодуванні птахів та інших представників дикої природи. Багато диких бджіл живуть далеко від сільськогосподарських угідь й іноді стають жертвами спеціальних програм з винищення комарів, непарного шовкопряда (Lymantria dispar) та інших комах-шкідників.
Сідаючи на квітку, бджола може стати жертвою тих, що ховаються: тріатомових клопів (Triatominae) або павуків-бокоходів (Thomisidae). На льоту її можуть зловити птахи. Інсектициди (препарати, що використовуються для знищення шкідливих комах) можуть знищити велику кількість бджіл — як безпосередньо, так і забруднюючи квітки рослин. Бджолина матка у весняний період відкладає до 2 000 яєць на день, а в період медового збору від 1 000 до 1 500 яєць на день, тільки відновлюючи чисельність родини замість загиблих особин.
Приріст чисельності бджіл залежить як від ефективності самих бджіл, так і від їхньої чисельності. Наприклад, ефективність диких джмелів зростає приблизно в 10 разів поблизу рослин родини гарбузових (Cucurbitaceae), а сукупна ефективність колонії медоносних бджіл підвищується зважаючи на велику популяцію. З іншого боку, під час раннього весняного цвітіння садових рослин популяція маток у джмелів обмежена декількома особинами, тому вони не грають істотної ролі в запиленні ранніх фруктів.

## Харчування бджіл
Бджоли збирають з рослин нектар та пилок, які перетворюють на корм — мед та пергу. Їжа бджіл має всі життєво необхідні корисні речовини: білки, жири, вуглеводи, мінеральні речовини, вітаміни. Також, бджоли приносять у вулик воду.
Нектар — вуглеводний корм, який складається з цукрів (сахарози, глюкози, фруктози), невеликої кількості води та мінеральних солей. В залежності від ботанічного складу рослин та метеорологічних умов, вміст води, сахарози, глюкози та фруктози може змінюватись.
| Склад                                                               | %               |
| ------------------------------------------------------------------- | --------------- |
| Вода                                                                | 50—70           |
| Сахароза, глюкоза, фруктоза                                         | 5—70            |
| Мінеральні речовини, органічні кислоти, ефірні олії, дріжджі та ін. | сліди[уточнити] |

Бджоли збирають нектар більш активніше, коли і ньому міститься близько 50 % цукрів, коли цукру менше 4,2 % бджоли його не збирають. Високий відсоток цукрів у нектарі ускладнює його збір. Додаючи в нектар ферменти сальних залоз і видаляючи з нього воду, бджоли перероблюють його в мед. У вуликах з нормальною вентиляцією випарювання води здійснюється протягом 5 днів. На видалення 450 г води йде 100 г цукру.
В результаті переробки бджолами нектару та паді виробляється мед — суміш плодового та виноградного цукру. Мед містить 17-21 % води, органічні кислоти, азотні та мінеральні речовини, вітаміни. Одній бджолиній сім'ї для підтримки життєдіяльності на рік потрібно 70-90 кг меду, з котрих в зимовий період використовується 10-12 кг.
Квітковий пилок — білково-вітаміний корм, необхідний бджолам для вигодовування личинок. Під час збору пилку, бджоли додають до нього деяку кількість слини та нектару, формуючи з нього згустки, котрі прикріплюють до задніх ніжок в спеціальних поглибленнях. Маса згустку складає 8-22 мг. На формування одного такого згустку бджола витрачає від 3 до 20 хвилин.
Бджоли перетворюють квітковий пилок на пергу, котру складають у стільники і консервують, додаючи нектар та слину. В добре складеному пилку відбувається молочнокисле бродіння, що запобігає псуванню перги.
Одна бджола потребує близько 0,1 г перги на розвиток. У весняно-літній період на розвиток сильної сім'ї йде 6-8 кг перги. Протягом року сім'я використовує 16-18 кг перги. Кількість перги у вулику визначають за допомогою розрахунку зайнятих нею чарунок. В одній чарунці міститься близько 0,3-0,5 г перги. Квітковий пилок, зібраний з різних рослин, містить не однакову кількість поживних речовин.
| Медові рослини  | Вода | Білок | Жир  | Вуглеводи | Зола |
| --------------- | ---- | ----- | ---- | --------- | ---- |
| Ліщина          | 4,9  | 20    | 4,9  | 19,9      | 3,8  |
| Сосна           | 7,7  | 13,1  | 1,2  | Н/Д       | 2,1  |
| Вільха          | 26,4 | Н/Д   | 3,0  | Н/Д       | Н/Д  |
| Волоський горіх | 7,2  | 23,2  | 2,3  | Н/Д       | 3,8  |
| Граб            | 7,9  | 28,4  | 0,5  | Н/Д       | 2,9  |
| Береза          | 5,0  | 21,9  | 2,7  | Н/Д       | 2,8  |
| Кукурудза       | Н/Д  | 3,8   | 1,4  | 30,3      | 3,1  |
| Гірчиця         | 13,2 | 21,7  | 8,6  | 25,8      | 2,5  |
| Груша           | 9,8  | 28,6  | 3,1  | 28,3      | 2,6  |
| Кульбаба        | 10,9 | 11,1  | 14,4 | 34,9      | 0,9  |
| Конюшина біла   | 11,5 | 23,7  | 3,4  | 26,9      | 2,7  |

У вулику перга різних рослин змішується, тому в середньому вона складається з близько 20 % білка.
Вода потрібна бджолам для розрідження меду при приготуванні корму для личинок та для врегулювання температури і вологості повітря у вулику. Коли у вулику є нектар, зазвичай бджоли не потребують води. У весняний період необхідність води зростає, тому що зростає кількість розплоду. В середньому, весною сім'я використовує 100—200 г води, а у спекотну погоду — більше 400 г.

## Еволюційні дані

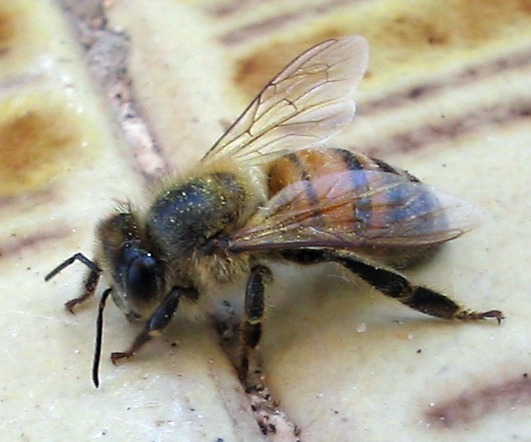
Бджола: вигляд зблизька

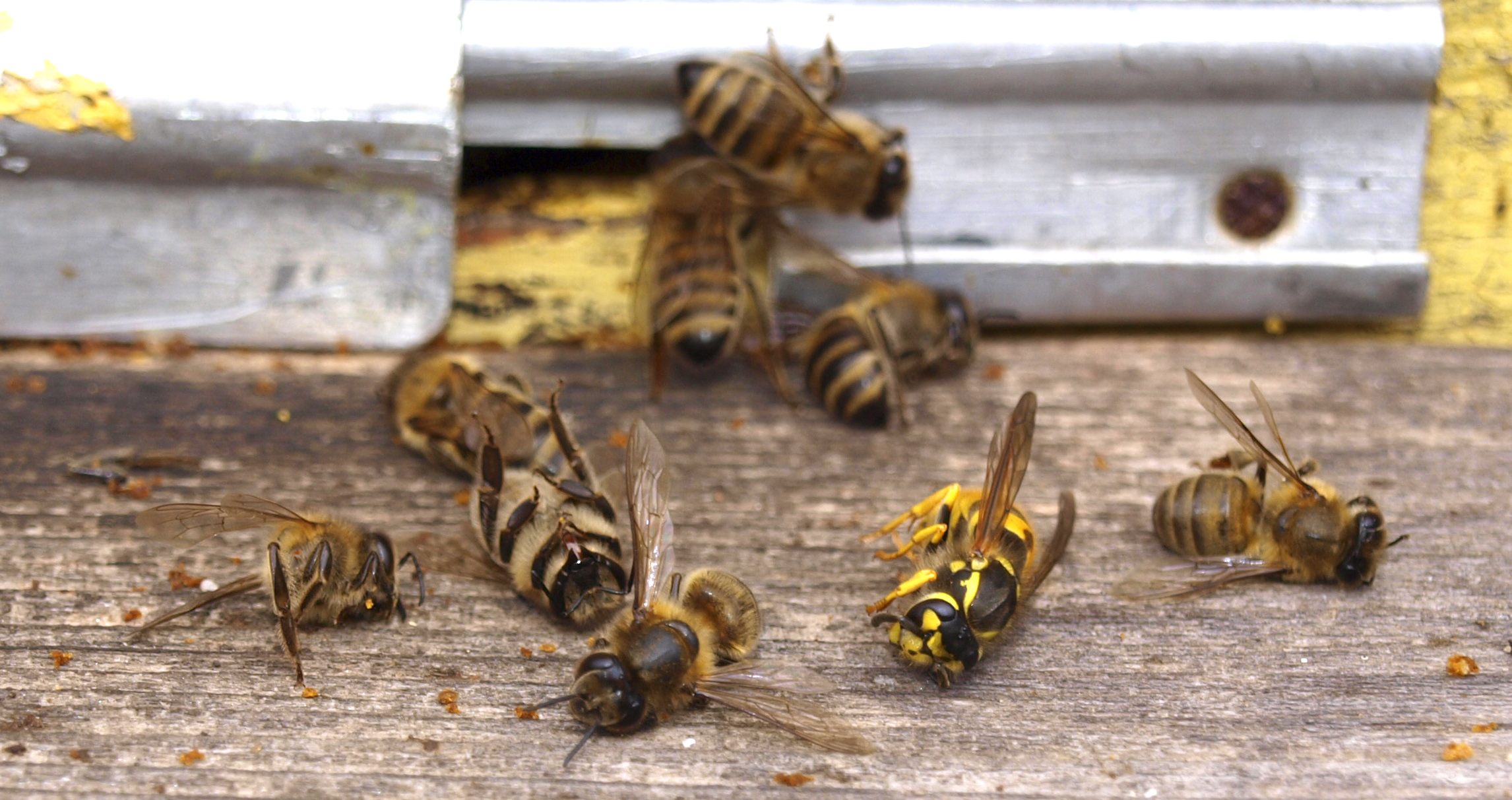
Після нападу оси на вулик

Бджоли, як і мурахи, по суті є спеціалізованою формою оси. Хоча вік найбільш ранніх скам'янілих знахідок оцінюється тільки в 40 млн років, дослідження генетики бджіл і частково скам'янілостей указує, що вони з'явилися набагато раніше, разом з появою квіткових рослин 140 млн років тому. Предки сучасних бджіл відносилися до родини піщаних ос (Crabronidae) і були хижими комахами. Їх жертвами ставали інші комахи, які самі відвідували квітки і тому частково покривалися пилком. Таким чином, в результаті еволюції бджоли перейшли від хижого способу життя до живлення пилком рослин. Така сама еволюція відбулася з квітковими осами (Masarinae), підродиною родини складчатокрилих.
Найдавніші запилювані рослини запилювалися іншими комахами, наприклад жуками (зокрема магнолія), тобто перед появою бджіл синдром квіткового запилення в природі був добре відомий. Новим стало те, що бджоли стали спеціалізуватися на запиленні, у них відбулися поведінкові і фізичні зміни, що безумовно збільшило запилюваність рослин, і вони стали набагато ефективнішими запилювачами, ніж жуки, мухи, метелики, квіткові оси та інші комахи. Вважають, що поява таких квіткових фахівців привела до адаптивної радіації (адаптації до систематичних нерізких однонаправлених змін умов навколишнього середовища) як квіткових рослин, так і самих бджіл.

## Організація та поділ за функціями і способом життя

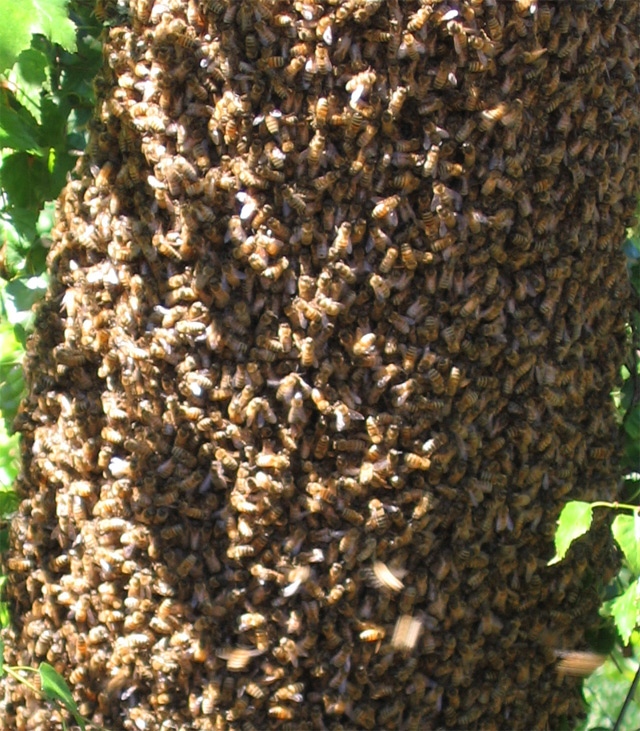
Бджолиний рій на стовбурі дерева в Сіетлі, США

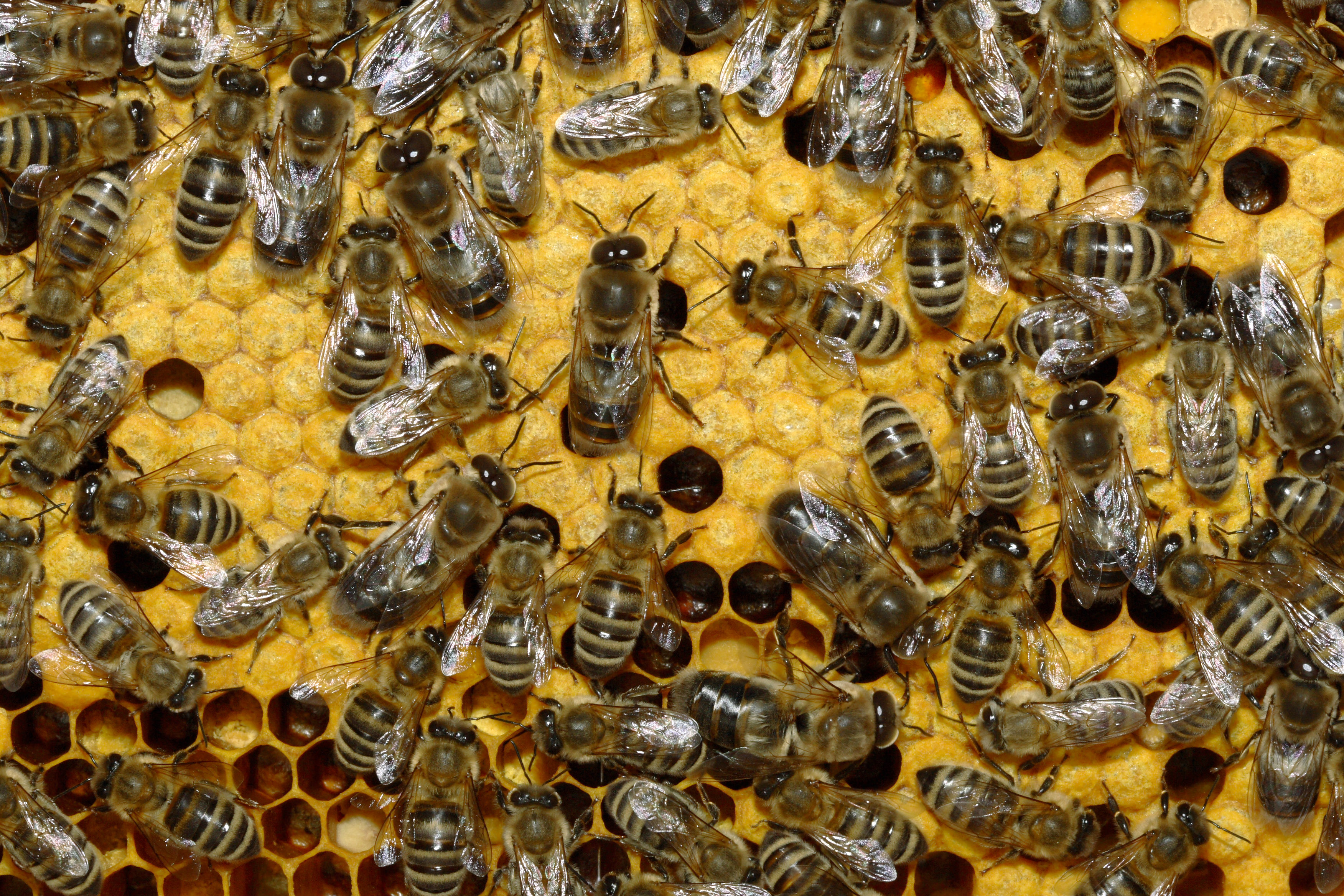
Бджоли на стільнику

Бджоли — високоорганізовані комахи. Частково бджоли спільно здійснюють пошук їжі, води, житла (при необхідності), спільно захищаються від ворогів. У вулику бджоли спільно будують стільники, доглядають за потомством, маткою. Кожна бджола виконує свою роботу, яка змінюється з віком бджоли. Молоді робочі бджоли годують молодняк, оскільки у них добре розвинене маточне молочко. Старші бджоли займаються спорудою житла — у них посилено працюють воскові залози. Бджоли середнього віку виконують роль санітарів, немолоді бджоли — вентиляторщиків. Лише старі бджоли займаються тим, що носять мед. У літню пору бджола живе всього місяць.
Бджоли можуть жити як незалежно одна від одної, тобто вести відокремлений спосіб життя; так і існувати в різноманітних колективних утвореннях. Найбільш просунутими в цьому відношенні є евсоціальні (суспільні) колонії, рої, в яких живуть медоносні бджоли, джмелі і нежалячі бджоли. Вважається, що суспільний характер бджіл еволюціонував багато разів і незалежно у різних груп.
У деяких видів самки однієї групи є між собою сестрами; і, якщо у групи бджіл є певний розподіл праці, то така група називається напівсуспільною. Якщо на додаток до розподілу праці група складається з матері та її потомства-самок (дочок), то така група називається суспільною. У такій структурі бджолу-матір називають маткою (або царицею), а її дочок — робочими бджолами. Якщо розділення обмежується лише поведінкою бджіл, то така організація називається примітивно-суспільною групою (як у підродини полістинів, Polistinae); якщо між кастами існує морфологічна відмінність (різна будова), то така організація називається високо-суспільною групою.
Кількість видів з примітивно-суспільною поведінкою значно більша, але вони мало вивчені, та біологія більшості з них майже невідома. Переважна більшість таких видів належать до родини галіктидів (Halictidae). Рої у таких бджіл зазвичай невеликі, число робочих бджіл не перевищує дюжини, і єдина відмінність робочих бджіл від маток (якщо така взагалі є), полягає в розмірах. Рої у більшості видів цих бджіл мають однорічний цикл, і лише плодовиті самки (майбутні матки) переживають зиму. У деяких видів рої багаторічні, а кількість особин в них досягає декількох сотень. Подібну біологію мають деякі види бджіл роду еуглоссини (Euglossini). Незвичайні рівні стосунки між дорослими бджолами і личинками спостерігаються у певних видів бджіл роду Allodapini — в них їжа личинки поставляється поступово з її розвитком; таку організацію називають «прогресивним забезпеченням». Така система також спостерігається у медових бджіл і деяких джмелів.
Високо-суспільні бджоли живуть у роях, у кожній із яких є одна матка, робочі бджоли і, на деяких стадіях розвитку, трутні (тобто самці). Спеціальне житло для бджіл називається вуликом. Кожен вулик може містити у пік сезону, що припадає на весну, до 40 000 особин.
Більшість інших бджіл, зокрема види мегахіла округла (Megachile rotundata), xylocopa virginica, osmia lignaria і osmia cornifrons є одиночними бджолами в тому сенсі, що у них існує тільки один тип самок, який і розмножується, і запасає їжу для потомства. У цих бджіл немає спеціальної касти робочих бджіл. Як правило, такі бджоли не виробляють ні меду, ні воску. У цих видів є імунітет від кліщів, але вони мають власних унікальних паразитів, шкідників і хвороби.
Одиночні бджоли — важливі запилювачі рослин, здобутий ними пилок іде на годування потомства. Часто пилок змішується з нектаром, утворюючи таким чином пастоподібну масу. Багато видів одиничних бджіл мають складні пристосування на своєму тілі для транспортування пилку. Тільки деякі види солітарних бджіл розводяться для цілей запилення рослин, інші зустрічаються тільки в дикому вигляді. Одиночні бджоли часто харчуються тільки певними видами рослин (у відмінність, наприклад, від медових бджіл або джмелів). В деяких випадках тільки один певний вид бджіл може бути обпилювачем такої рослини, і якщо ці бджоли з якої-небудь причини гинуть, рослина знаходиться під загрозою зникнення.
Свої гнізда одиночні бджоли найчастіше влаштовують у норах у землі, рідше в отворах дерев, у порожнистих стеблах очерету або ожини. Як правило, самиця створює осередок (стільник), відкладає в нього одне яйце, додає живильну суміш для личинки і герметично його закриває. Одне гніздо може містити декілька осередків. У випадку, якщо гніздо знаходиться в товщі деревини, зазвичай крайні до виходу осередки містять яйця самців. Надалі бджола не піклується про своє потомство і зазвичай гине, зробивши одне або декілька гнізд. Самці виводяться першими і до моменту виведення самки вже готові до спаровування. Серед садівників дуже популярне створення умов для гнізд одиночних бджіл. Одиночні бджоли, як правило, або нежалячі, або жалять украй рідко, тільки у разі самооборони. У деяких видів спостерігається ознака соціальності, коли самиці роблять гнізда в безпосередній близькості від інших гнізд того самого виду. В інших видів декілька самок використовують для відкладання яєць одне і те ж гніздо, але кожна заповнює пилком і нектаром тільки свій власний осередок — такий рідкісний тип співіснування називається «комунальним». Основною перевагою цього типу служить те, що декілька самок по черзі охороняють одне і те саме гніздо.
Серед бджоли зустрічаються клептопаразити, тобто види, що крадуть або відбирають їжу інших тварин для себе. У зв'язку зі схожістю поведінки таких бджіл із зозулями, їх прозвали «зозулині бджоли». Подібна поведінка бджіл зустрічається у декількох родин, хоча визначення найкраще підходить до підродини Nomadinae родини справжніх бджіл. У бджіл цієї родини не вистачає пристосувань для збору пилку, вони також не влаштовують свої власні гнізда. Натомість вони підкладають яйця у гнізда інших бджіл, використовуючи вже готові осередки з нектаром і пилком. Коли у «зозулиної бджоли» з'являється личинка, вона вбиває і з'їдає чужих личинок (якщо мати сама не зробила цього до неї), а також поїдає приготовлений запас їжі. В деяких випадках, коли первинні господарі відносяться до суспільного типу, клептопаразити залишаються у гнізді, відкладають там безліч яєць, а іноді вбивають і заміщають матку.
Багато клептопаразитів мають близьку спорідненість і схожість зі своїми жертвами (наприклад, бджоли підроду джмеля-зозулі (Psithyrus) паразитують на бджолах близького їм підроду джмелів (Bombus). Принцип, заснований на цьому та інших прикладах, називається «Правило Емері», воно свідчить, що соціальні паразити та їх головні господарі мають близьку спорідненість.

## Бджола в історії та культурі

Наскельне зображення з Павукової печери, Іспанія, близько 7 тис. років до н. е.

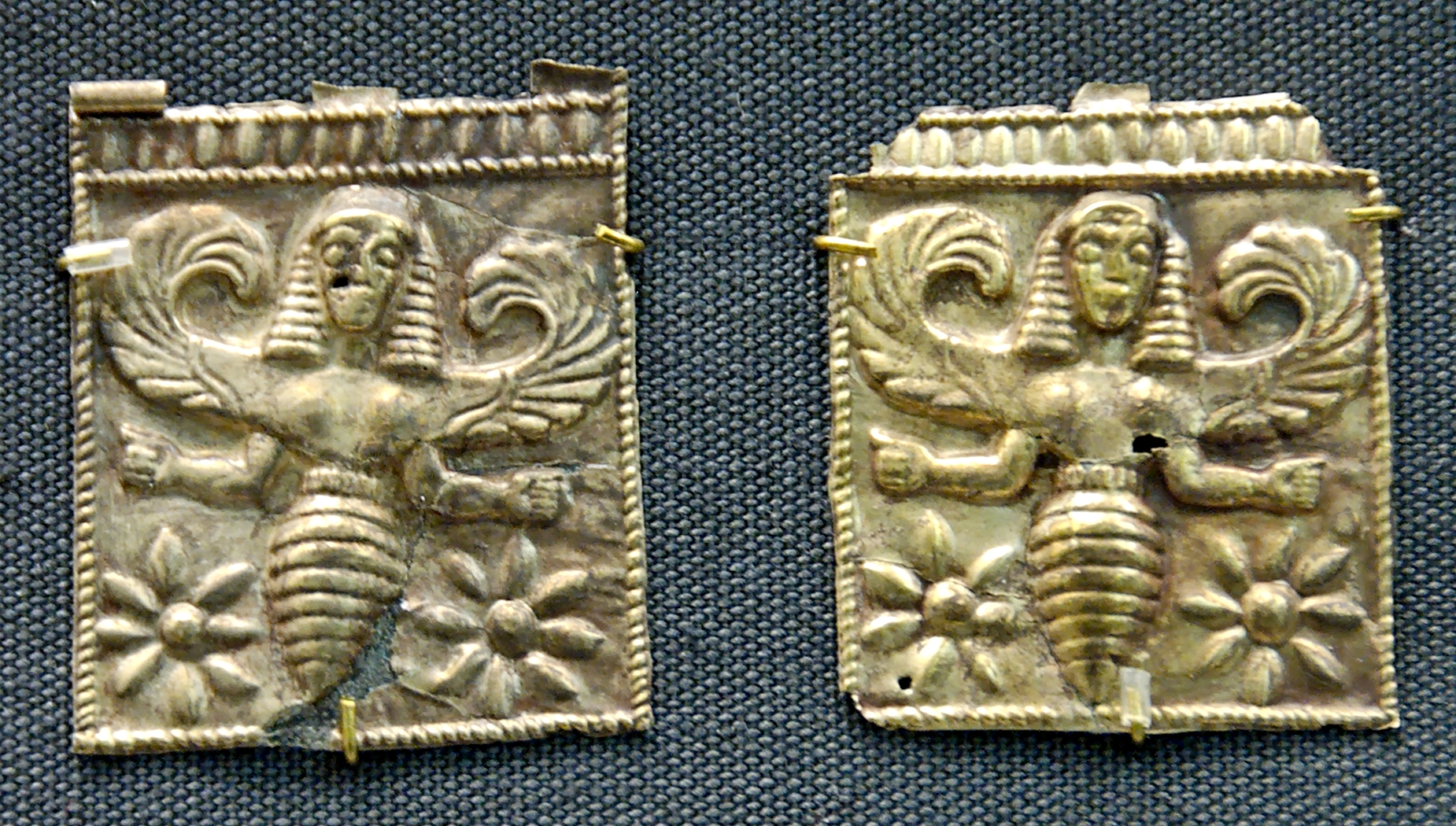
Богиня-бджола, імовірно, пов'язана із культом Артеміди. Острів Родос, Греція, 7 століття до н. е.

З бджолами було із старовини пов'язана величезна кількість міфів і легенд. Так, на думку стародавніх єгиптян, душа померлого покидала людину у вигляді бджоли. Стародавні греки були впевнені, що боги на Олімпі куштують «солодкий нектар», що їхнього владику Зевса в дитинстві вигодовували медом Мелісса, дочка критського царя Меліссія, а богиню Артеміду, покровительку тварин і полювання, часто зображали бджілкою. На деяких найдавніших монетах світу, які були зроблені в Стародавній Греції (див. Давньогрецькі монети), була зображена бджілка. Старогрецькі легенди стверджували, що розводити бджіл навчив людей Арістей, син бога Аполлона і німфи Кірени.
Насправді все було таким чином. Відомо, що в стародавні часи в Палестині процвітало бджільництво, причому безліч бджолиних роїв мешкала на скелях: у жаркі дні мед, що витопився із стільників (воскових споруд бджіл з шестигранних осередків), стікав по каменях вниз, і тому ці місця отримали поетичну назву «земля, де течуть молоко і мед». Згідно з палеонтологічними даними, бджоли мешкали на Землі вже 30 мільйонів років — їхні скам'янілі останки знайдені в пластах третинного періоду. Людина ж існує лише 2 мільйони років, а Homo sapiens і того менше — лічені десятки тисяч років.
Про те, що бджолині гнізда — цінна здобич, люди знали вже в кам'яну добу. Тому вони старанно полювали за ними, щоб добути мед і віск, хоча це було справою небезпечною і важкою. Бджоли могли вжалити складальників до смерті, коли вони з міжгір'їв скель або дупел високих дерев вирізували стільники з воском і медом. Те, що в давнину наші предки збирали мед, підтверджують стародавні наскельні малюнки. В Іспанії, наприклад, існує Павукова печера. На її стіні зображена людина, що виймає стільник з бджолиного гнізда. Цей малюнок був створений приблизно за 7 тисяч років до н. е.
Важко сказати, коли стародавні люди перейшли від збирання меду до бджільництва, але археологічні дані підтверджують, що 6 тисяч років тому в Єгипті розводили домашніх бджіл. Особливо медоносні райони знаходилися у верхній течії Нілу. Єгиптяни перевозили туди вулики — корзини із соломи або очерету, а то і керамічні судини — на великих плетених плотах, щоб через якийсь час повернутися додому з багатим збором меду. У Давньому Єгипті мед цінували високо: всі єгипетські фараони носили титул «Повелитель бджіл». Символічне зображення цієї комахи за життя фараона прикрашало царську емблему, а після смерті — його гробницю.
У Стародавній Греції бджолярі вперше навчилися вставляти у вулики перегородки і з їхньою допомогою вилучати надмірні запаси меду. Великий Гомер оспівав мед і його чудові лікувальні і харчові властивості. Одна з його героїнь чудовим напоєм кікеоном (велику частину його складав мед) лікувала безсоння і надихала воїнів на подвиги. Філософ Аристотель (IV століття до н. е.) поклав початок науковому бджільництву, а основоположник античної медицини Гіппократ описав лікувальні властивості меду. Одна з легенд розповідає, що на могилі Гіппократа поселився рій бджіл, які виготовляли особливий мед, що зціляє від безлічі хвороб.
У збірці Максима Сповідника (580—662) «Бджола» Сократові приписано вислів:
Отак як бджолу бачимо, що по всіх садах і квітах літає та від кожного користь приймає, так і юнаки, навчаючись філософії і на вишину мудрісну воліючи піднестись, звідусіль найцінніше збирають. (БДЖОЛА: Слово 17. Про філософію і навчання дітей. Архів оригіналу за 19 лютого 2005.)
Французький імператор Наполеон Бонапарт зробив бджолу своїм гербом, пояснюючи це її працелюбністю. Аналогічний символ використовувала українська партія «Реформи і порядок».
Втім, визнання цієї комахи людиною не обмежується прадавніми часами чи середньовіччям. Так, наприклад, навіть у сучасності бджолі надають навіть другорядні, якщо не головні, ролі, у кіно, як то у «Людина проти бджоли».

## Бджоли в екологічній системі

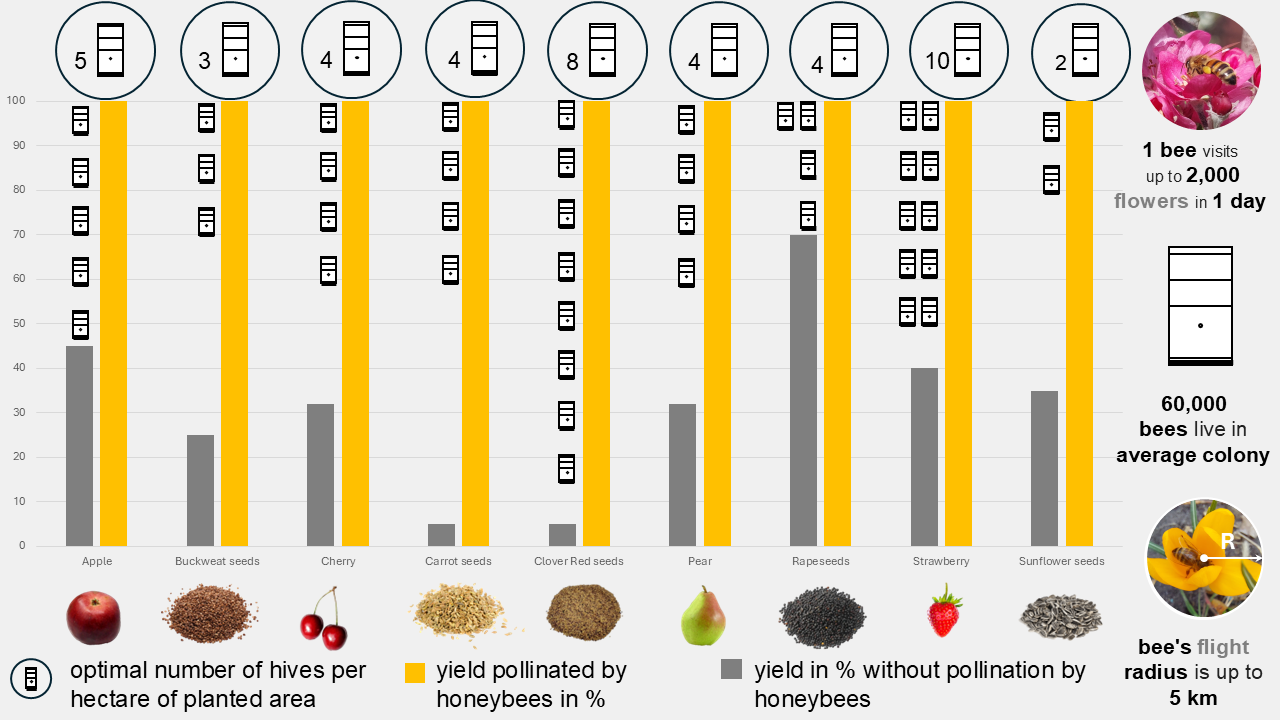
Вплив запилення медоносними бджолами (apis melifera) на врожайність популярних в Україні агрокультур

Бджоли в екологічній системі – це працелюбні і невтомні берегині квітучих садів і полів, індикатори чистоти довкілля, «патронатні служби» майбутнього розквіту Землі як людської домівки, це важлива та досить вразлива частина складної екосистеми нашої планети,  рушення якої небезпечно для довкілля. Бджола –  це не тільки медоносна комаха, що збирає квітковий нектар і переробляє його на мед, надає людям можливість користуватись прополісом, маточним молоком, пилком, воском та іншими цінними продуктами бджільництва для профілактики захворювань (апітерапії), це невтомний обпилювач квітів і гарант врожаїв садових і квіткових рослин, це гарант благополуччя людини на Землі. 
Бджоли інтегровані в природу Землі, здійснюють грандіозну роботу по забезпеченню природного благополуччя, а заодно і гідного існування людини. Вони  знаходяться в синергетичній єдності з природним середовищем і відіграють суттєву роль в забезпеченні екологічної безпеки. З метою охорони бджіл під час проведення лісогосподарських робіт, згідно ст. 32 Закону України «Про бджільництво»,   забороняється вирубування липи, клена, верби, акації, каштанів та інших медоносів і пилконосів у радіусі трьох кілометрів від місць розташування стаціонарних пасік і населених пунктів - ареалів природного розселення бджіл, крім випадків поліпшення санітарного стану лісів та умов їх відновлення. На державному рівні варто вжити додаткових заходів захисту бджільництва, мінімізації шкоди бджолам при обробці полів пестицидами, не допускаючи обробки квітучих рослин  під час медоносної активності бджіл.  20 травня Всесвітній день бджіл. 

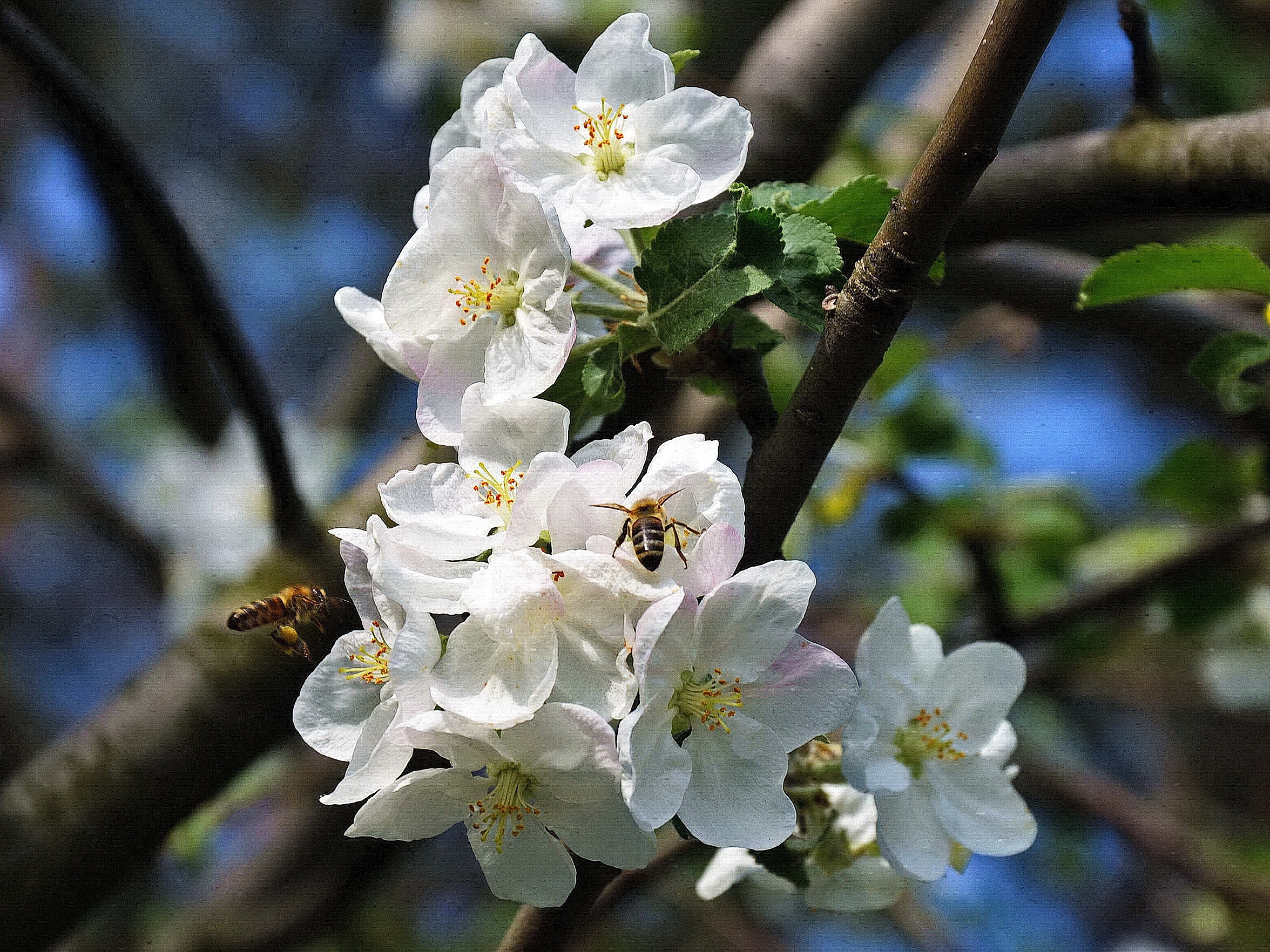
Бджола опиляє квіти  яблунь
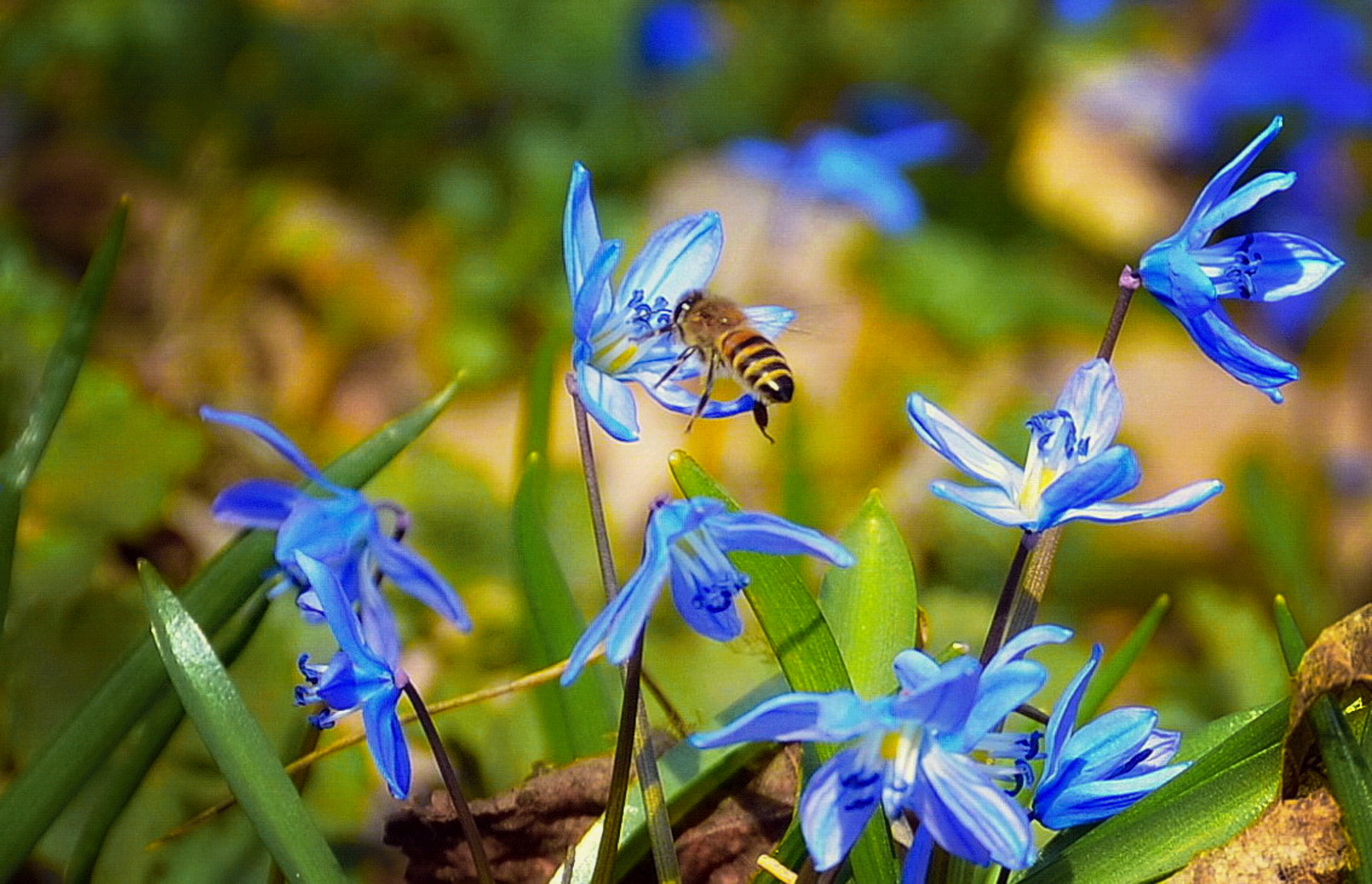
Бджола́  в березні на пролісках.
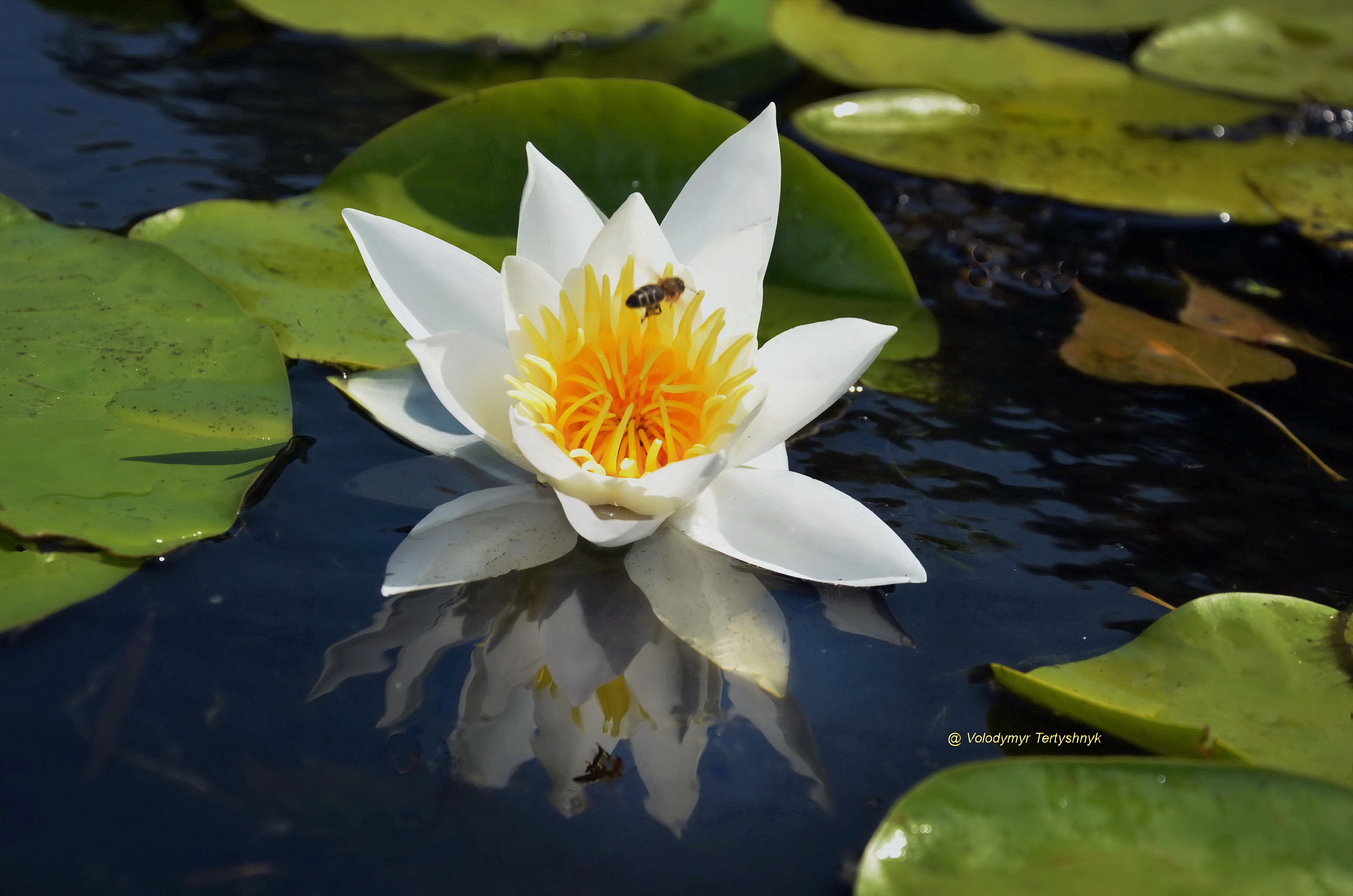
Бджола на Лілеї
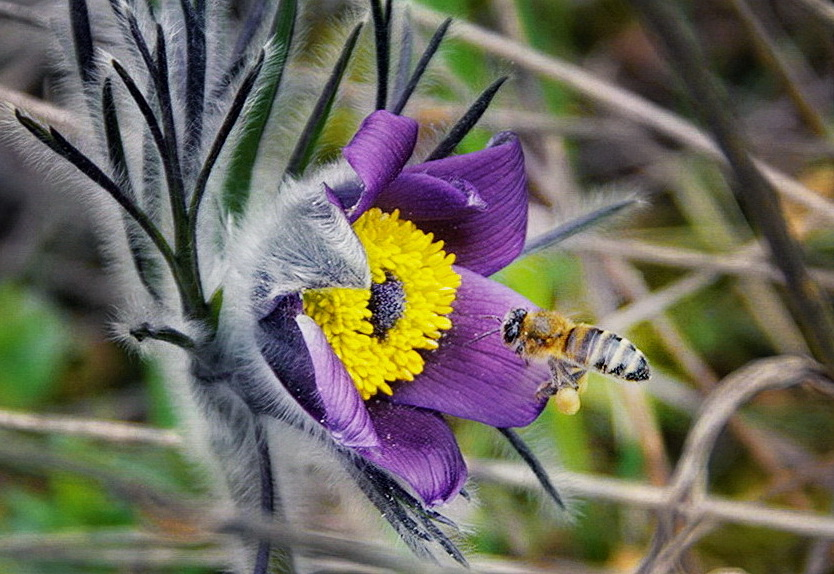
Бджола  у весняні дні на Сон-траві
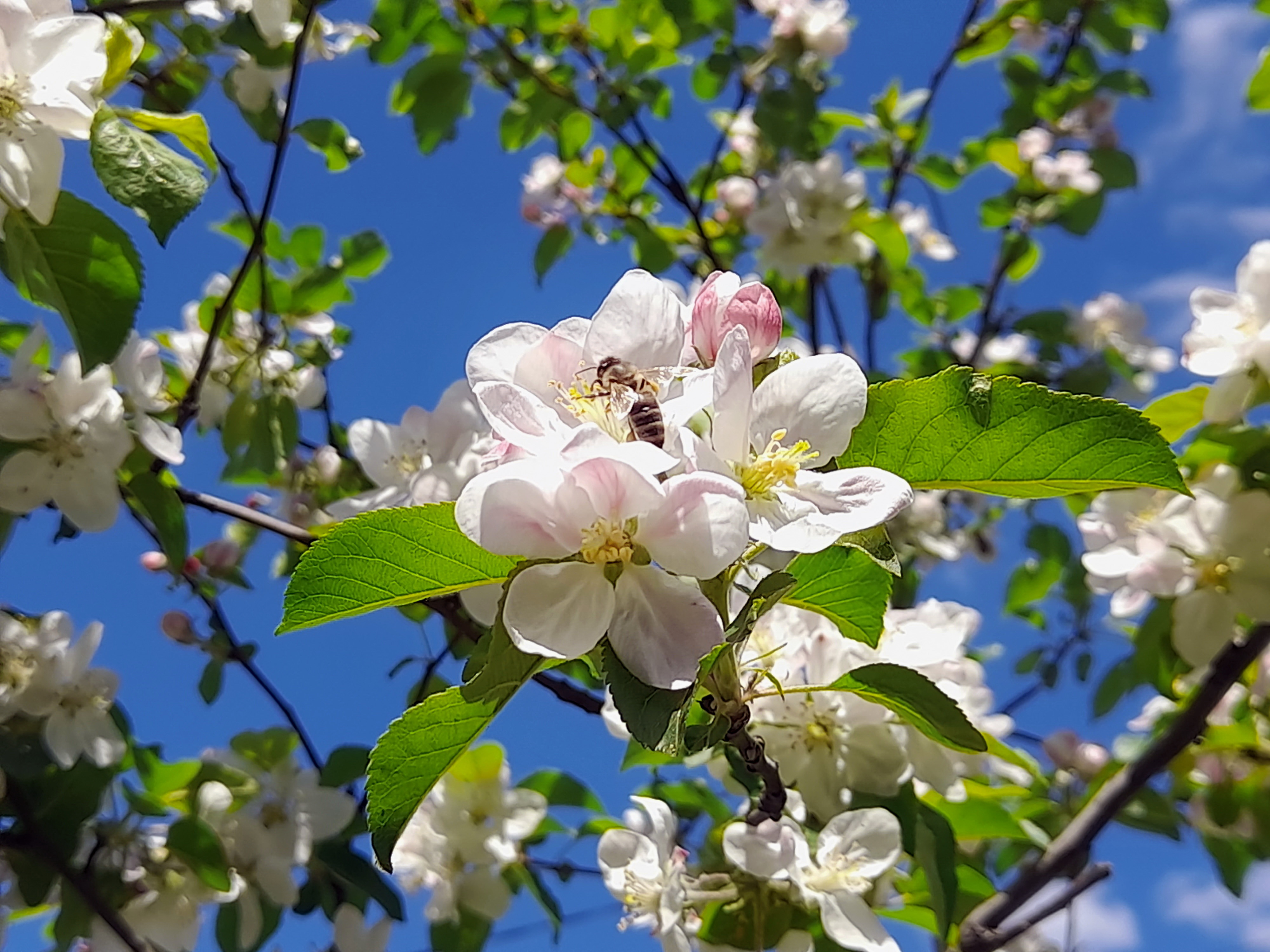
Бджо́ла  медонос

## Цікаві факти
1 червня 2023 року, британське видання Sun повідомило, що в ОАЕ виведено генетично модифікованих бджолиних маток, здатних витримувати високі температури, які можуть досягати 45-50 °С, при якій бджоли нездатні вижити.

## Галерея

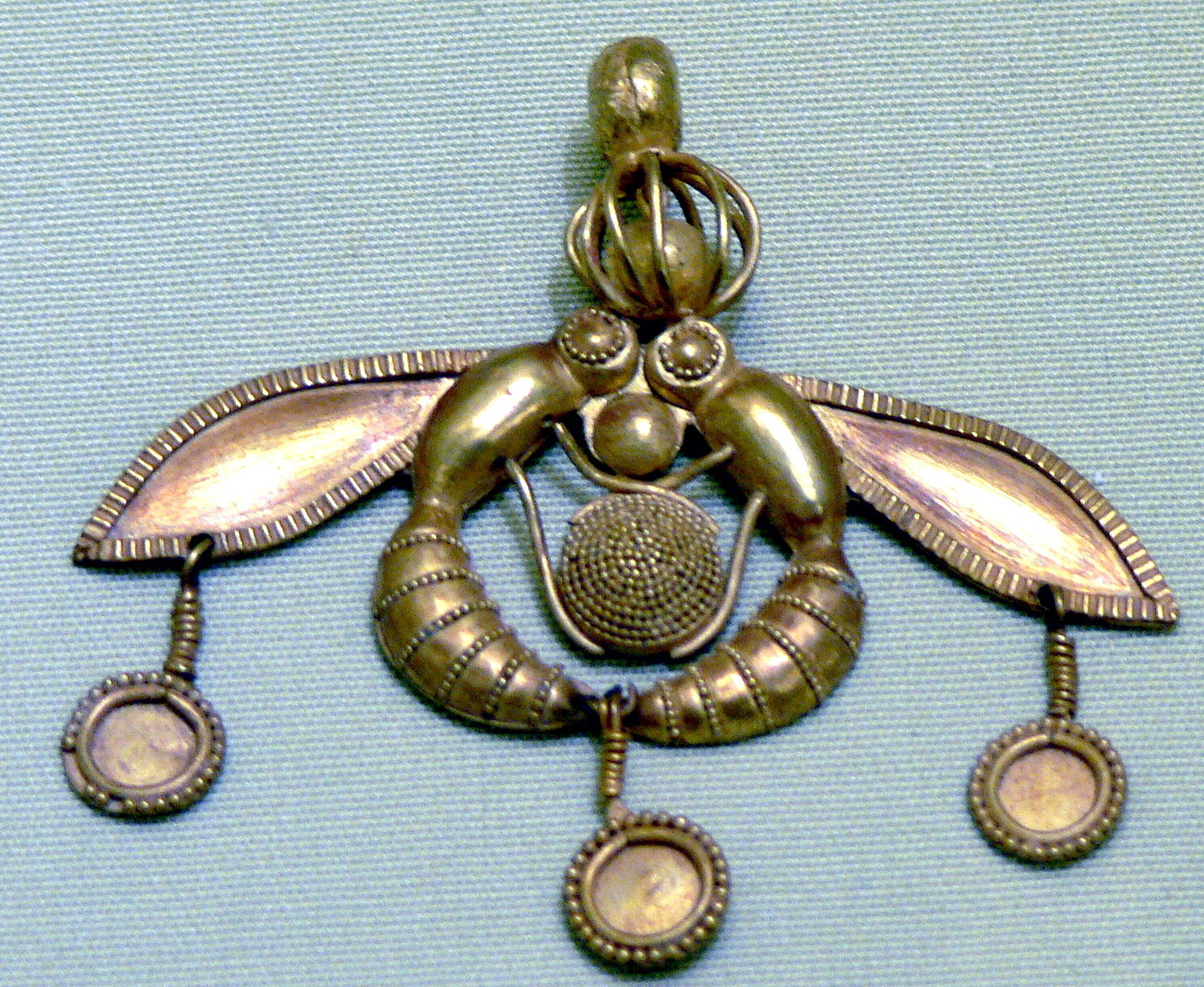
Бджола-богиня із Маллії, Крит
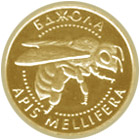
Пам'ятна золота монета НБУ присвячена бджолі
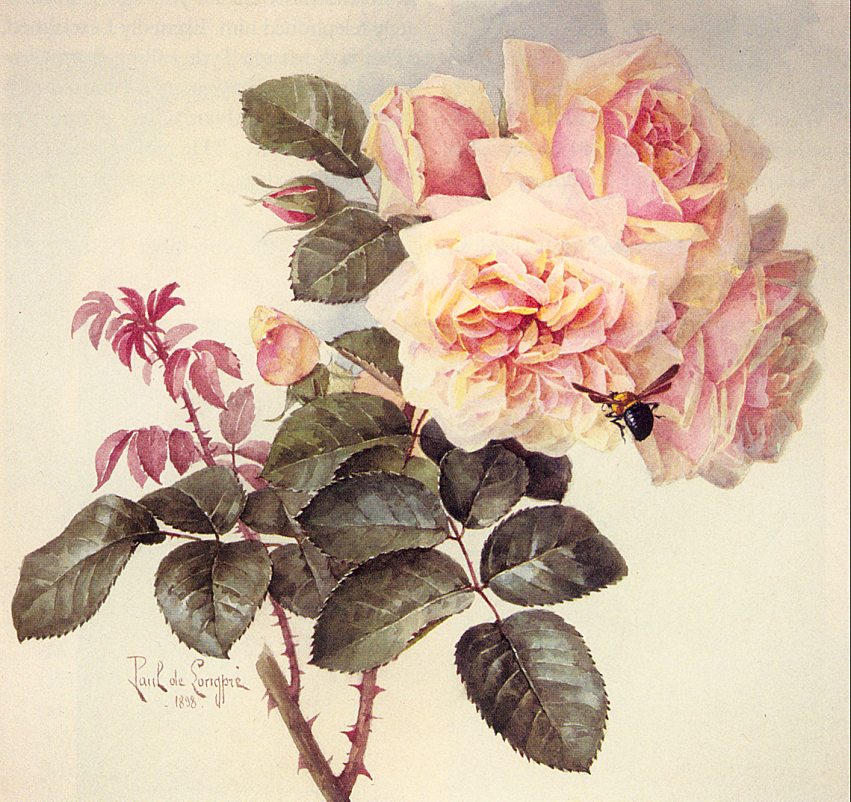
Троянди і бджола, Поль де Лонпре
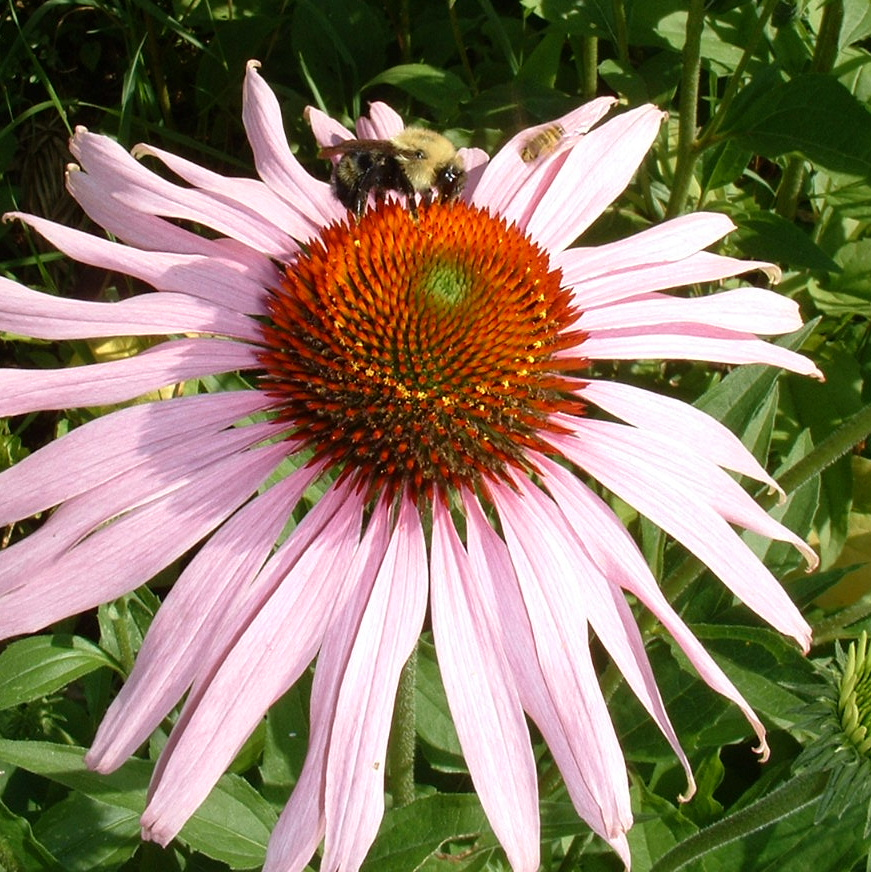
Бджола на квітці ехінацеї
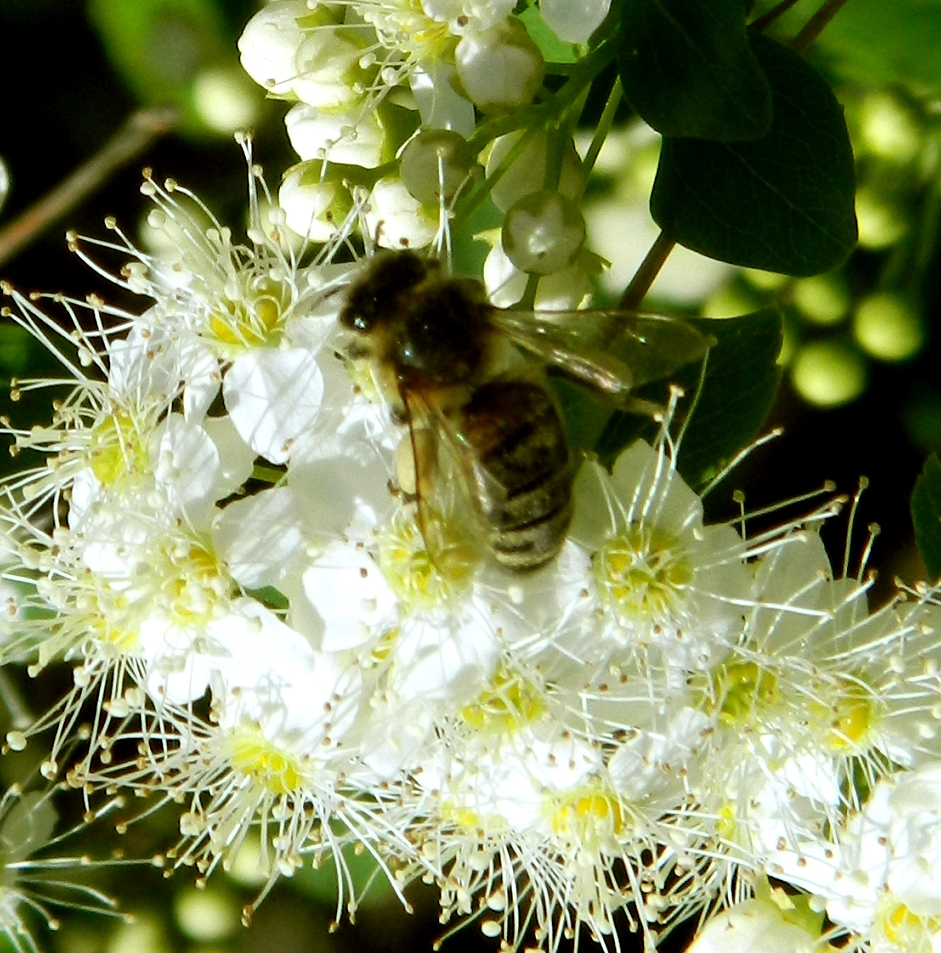
Бджола за роботою. Київ, 19.04.2016
Герб Брюсселя доби Наполеона із зображенням бджоли
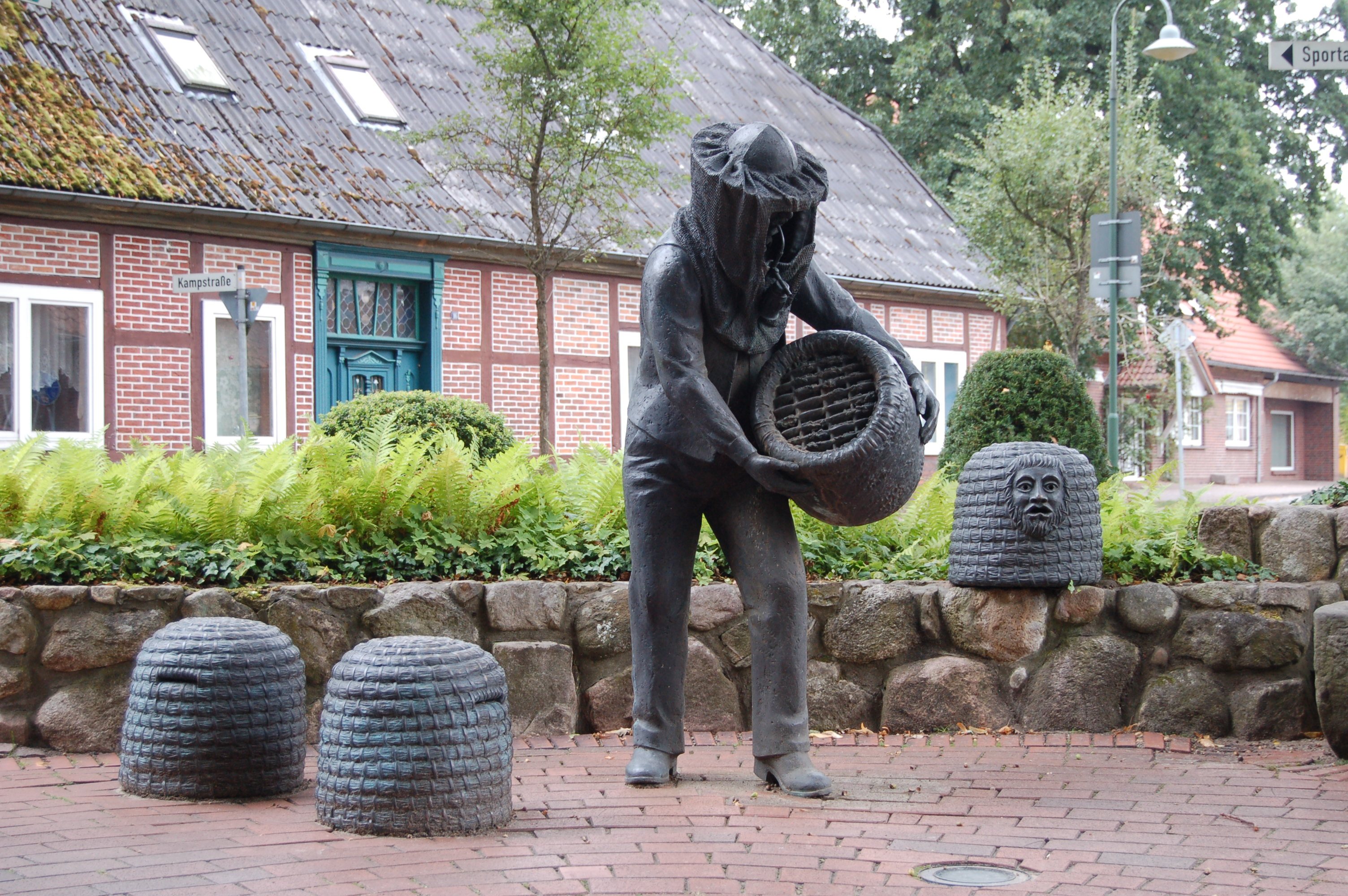
Пам'ятник бджоляру в селищі Вітцендорф, Нижня Саксонія
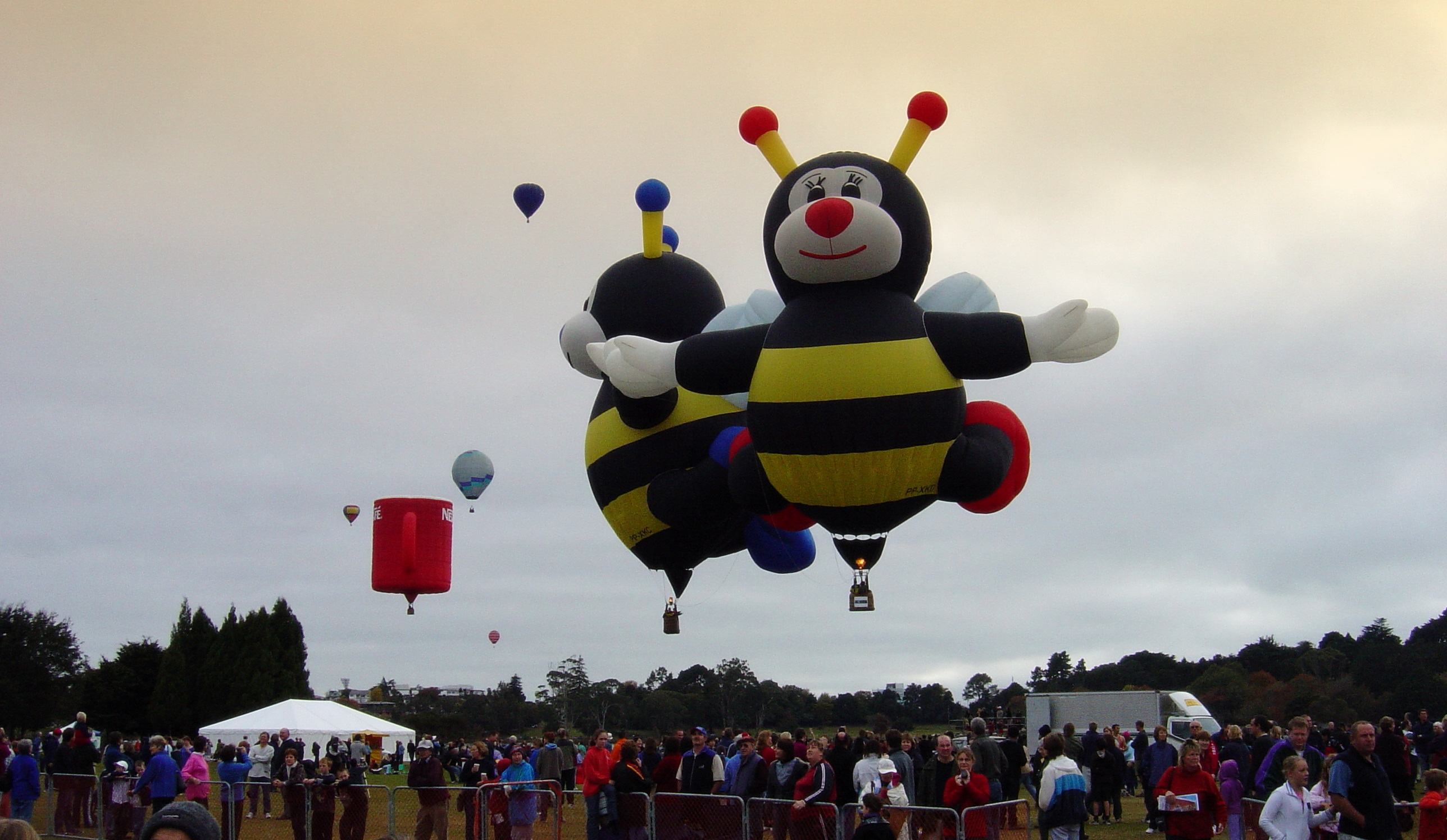
Повітряні кулі у вигляді бджіл, Гамільтон, Канада
Погруддя бджоляра Петра Прокоповича, Івано-Франківськ